# Hokwaits
Hokwaits, jedna od skupina Chemehuevi Indijanaca koji su nekada živjeli u dolini Ivanpah Valley, u kalifornijskom okrugu San Bernardino, i susjednom području južne Nevade.
Spoinje ih Alfred Louis Kroeber u  'Priručniku o kalifornijskim Indijancima' . Nestali su. Na području doline danas se nalaze Ivanpah Dry Lake i Ivanpah Valley Airport.